# Wataru Morishige
Wataru Morishige (n. 17 iulie 2000, Betsukai⁠(d), Prefectura Hokkaidō, Japonia) este un patinator de viteză ce a reprezentat Japonia, medaliat olimpic. A participat la o ediție a Jocurilor Olimpice (2022) în care a câștigat o medalie de bronz.